# کمپلونگ
کمپلونگ (به اسپانیایی: Camplloch) یک منطقهٔ مسکونی در اسپانیا است که در ژیرونس واقع شده‌است. کمپلونگ ۸٫۶ کیلومتر مربع مساحت دارد.